# ژانگ یینگ (بازیکن فوتبال)
ژانگ یینگ (انگلیسی: Zhang Ying؛ زادهٔ ۲۷ ژوئن ۱۹۸۵) بازیکن فوتبال اهل چین است.
وی همچنین در تیم ملی فوتبال زنان چین بازی کرده‌است.